# Hipolit Śmierzchalski

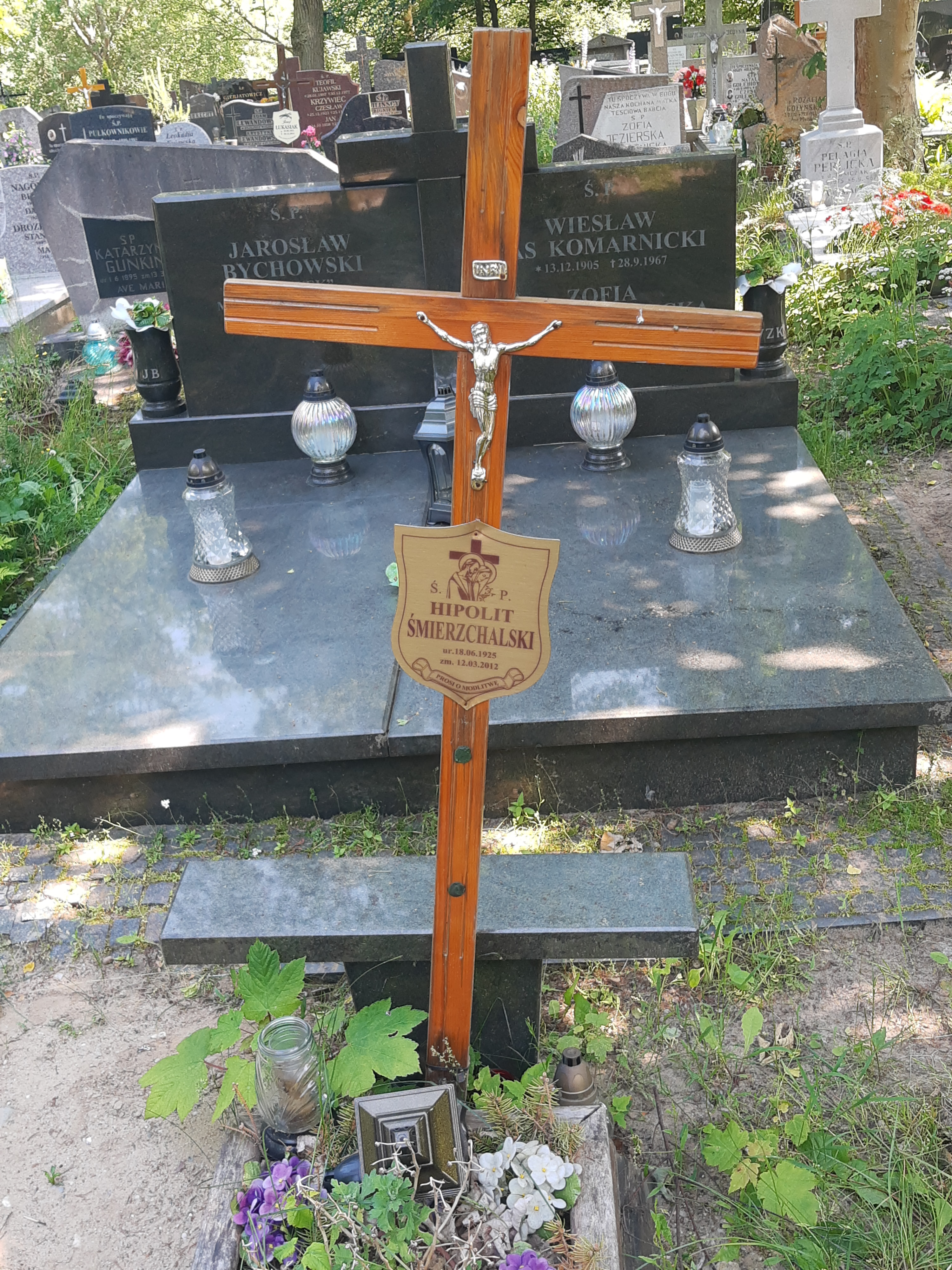
Grób Hipolita Śmierzchalskiego na cmentarzu Witomińskim

Hipolit Śmierzchalski (ur. 18 czerwca 1925 w Szubinie, zm. 12 marca 2012 w Gdyni) – polski lekkoatleta, biegacz, mistrz Polski w biegu na 3000 m z przeszkodami (1955).

## Życiorys
W czasie II wojny światowej brał udział w konspiracji. Bezpośrednio po wojnie pracował jako fotoreporter Dziennika Bałtyckiego. Lekką atletykę zaczął uprawiać w 1948. Jego największym sukcesem było mistrzostwo Polski w biegu na 3000 m z przeszkodami w 1955. W tej samej konkurencji w 1957 zdobył brązowy medal. W 1950 zdobył wicemistrzostwo Polski w sztafecie 4 x 1500 m w barwach Związkowca Gdynia, a razem z nim biegł także jego kuzyn Kazimierz Śmierzchalski. W 1956 reprezentował Polskę w trzech meczach międzypaństwowych w biegu na 3000 m z przeszkodami.
Zawodowo zajmował się fotografią. Pracował m.in. w Teatrze Muzycznym w Gdyni (także jako oświetleniowiec) - od 1957, a w latach 1978-1988 na statku TSS Stefan Batory. Był także utalentowanym malarzem, grafikiem i muzykiem, aktywnym w środowisku trójmiejskich artystów. 
Został pochowany na cmentarzu Witomińskim (kwatera 67-25-12).
Rekordy życiowe: 3000 m – 8:27,2 (10 czerwca 1956, Warszawa); 5000 m – 14:49,0 (23 października 1955, Łódź), 3000 m z przeszkodami - 9:06,6 (15 lipca 1956, Warszawa).